# Heerle
Heerle est un village situé dans la commune néerlandaise de Roosendaal, dans la province du Brabant-Septentrional. Le 1er janvier 2007, le village comptait 1 870 habitants.